# Bothrocara brunneum
Bothrocara brunneum és una espècie de peix de la família dels zoàrcids i de l'ordre dels perciformes.

## Morfologia
- Els mascles poden assolir 72 cm de longitud total.[1][2]

## Hàbitat
És un peix marí i d'aigües profundes.

## Distribució geogràfica
Es troba des de Sakhalín i el Mar de Bering fins a les Illes Aleutianes i les Illes Coronado (Baixa Califòrnia, Mèxic).

## Observacions
És inofensiu per als humans.